# Allerheiligenstift (Speyer)

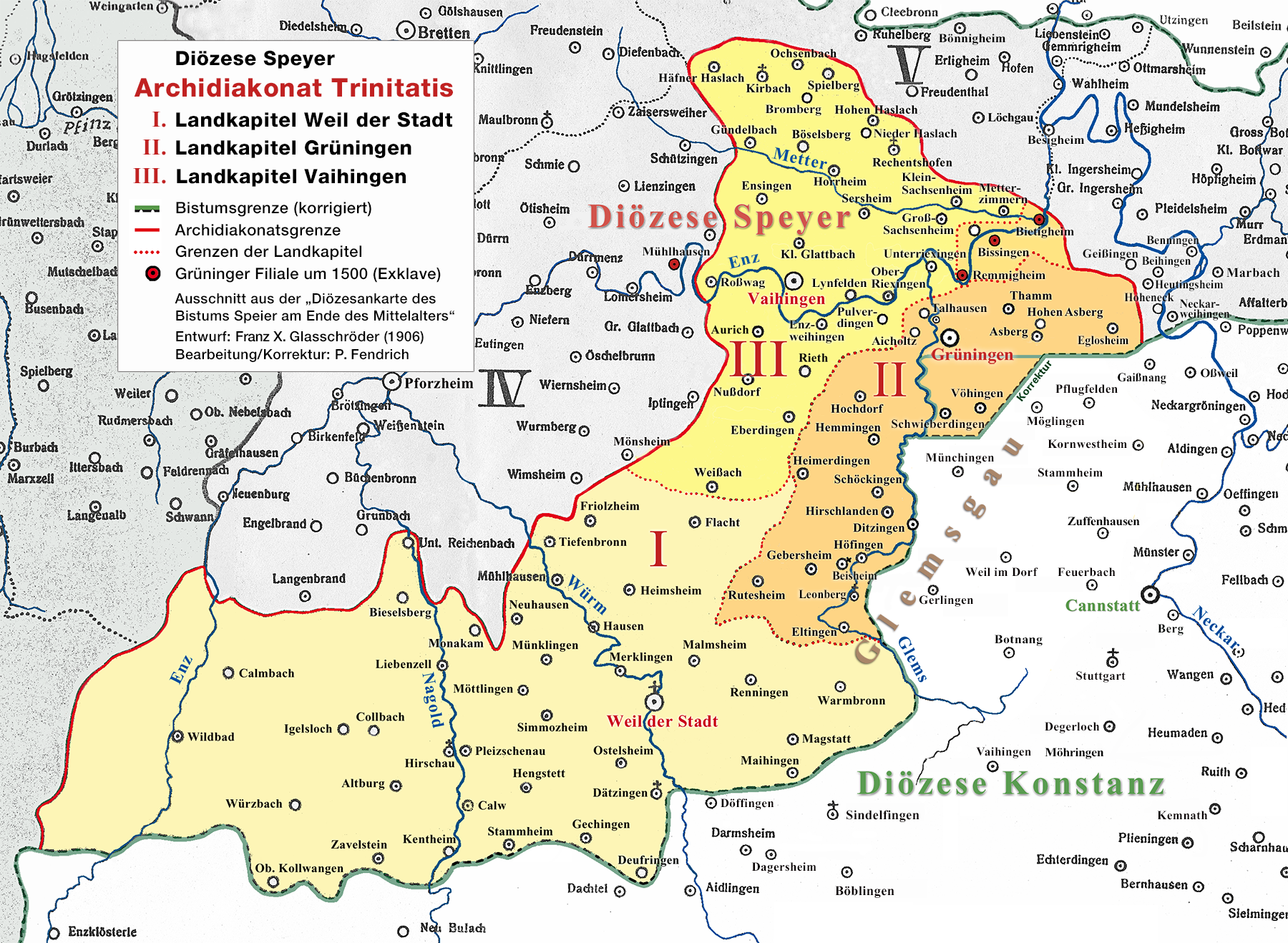
Die drei Landkapitel im Archidiakonat Trinitatis: Weil der Stadt (I), Grüningen (II) und Vaihingen (III)

Das Allerheiligen- oder Dreifaltigkeitsstift (offizielle Bezeichnung Kollegiatstift „St. Trinitatis ac Omnium Sanctorum“) war ein in Speyer gelegenes Stift, dessen Propst in die Bistumsverwaltung einbezogen war und dem vorwiegend rechtsrheinisch gelegenen Archidiakonat Trinitatis vorstand. Gleichzeitig gehörte das Stift mit dem Domstift, dem Stift St. German und Moritz, und dem Stift St. Guido und Johannes zu den vier Hauptpfarreien der Stadt Speyer.

## Geschichte

### Stiftskirche
Das innerhalb Speyers gelegene Stift bestand unter anderem aus der im 11. Jahrhundert von Bischof Sigebodo erbauten Stiftskirche, die südlich des Altpörtels zwischen der Stadtmauer und der älteren Peterskirche errichtet wurde. Die ursprünglich romanische Stiftskirche war etwa 50 Meter lang, 25 Meter breit und mit ihrem romanischen Vierungsturm etwa 35 Meter hoch. Im 14. Jahrhundert kamen gotische Erweiterungs- und Umbauten hinzu.
Im Pfälzischen Erbfolgekrieg wurde das Allerheiligenstift 1689 durch den Stadtbrand von Speyer zerstört und später wieder aufgebaut. Es existierte noch rund 100 Jahre, bis es nach der Französischen Revolution im Zuge der französischen Annexion der linksrheinischen Gebiete auf Abbruch versteigert und abgerissen wurde.

### Stiftspröpste
Ein Propst (von lat. „praepositus“ abgeleitet) musste im Mittelalter kein Kleriker sein. Er war Vorsteher der Kanoniker seines jeweiligen Kollegiatstifts und Leiter der äußeren Angelegenheiten eines Dom- oder Stiftskapitels. Der Dompropst und die drei dem Domkapitel angehörenden Stiftspröpste zu Speyer waren darüber hinaus in die Diözesanverwaltung eingebunden und genossen als Stellvertreter des Bischofs auch einige Pontifikalien. Wegen der im Hochmittelalter häufig gegebenen Doppelbelastung der Speyrer Bischöfe als Reichskanzler wurden die Stiftspröpste immer mehr in die Territorialpolitik des Bischofs und in die Kanzleiarbeit einbezogen und mussten die Archidiakonatsverwaltung delegieren. Über die Konzentration auf „höhere Aufgaben“ schafften etliche Pröpste – auch vom Dreifaltigkeitsstift – den Karrieresprung zum Bischof.
1233 wurde Konrad von Thann, in jungen Jahren bereits Stiftspropst von Allerheiligen, zum Bischof von Speyer ernannt.
Der 1233 nachfolgende „C. prepositus sancti Trinitatis Spirensis“ (Propst „C[onrad]“ vom Dreifaltigkeitsstift zu Speyer) könnte laut Zölch Konrad von Eberstein gewesen sein, der 1237 auch als Bischof Nachfolger Konrads von Thann wurde.
1329 wählte man den Propst vom Dreifaltigkeitsstift Gerlach von Erbach zum Bischof von Worms, was jedoch der Papst nicht bestätigte. Es kam im Bistum Worms zum Schisma, in dessen Verlauf der Kleriker 1332 eines gewaltsamen Todes starb.
Als Nachfolger von David Göler von Ravensburg († 1539) übernahm Otto von Waldburg (1514–1573) das Amt des Stiftspropstes. Er stieg später zum Bischof von Augsburg und zum Kardinal auf.
Domscholaster Karl Joseph von Mirbach wurde am 7. März 1758 vermutlich letzter Propst des Dreifaltigkeitsstifts, das durch die Reformation in Württemberg (ab 1534) seine territorialherrschaftliche Bedeutung längst eingebüßt hatte.

## Rezeption
Heutzutage erinnert nur noch die Allerheiligenstraße an das einst bedeutende Stift, das sich nördlich des Schmiedeturms im Bereich der heutigen Lindenstraße befand. Man findet das Stift heute auf dem Vogelschauplan der „Freien Reichsstadt Speyer vor der Zerstörung 1689“ von Philipp Stürmer (1916–1998) im Historischen Museum der Pfalz. Das Allerheiligenstift ist auch heute noch Motiv für Gedenkmünzen und wird in Stadtrundgängen erwähnt.